# 良各庄站
良各庄站（Lianggezhuang Railway Station）是京原铁路上的一座铁路车站，位于中国北京市房山区周口店镇良各庄村，是中国铁路北京局集团有限公司北京西车务段管辖的一座二等站，建于1969年，1969年10月1日随京原铁路石景山南至良各庄区间投入使用。现有1对普通旅客列车在本站停靠并办理旅客乘降业务。
良各庄站原平端连接周口店联络线，可通往京广铁路琉璃河站方向。
良各庄站在京原铁路上行距北京站60Km，距石景山南站35Km，下行距原平384Km。

## 业务范围
客運：仅辦理旅客乘降；小食品及包裏托運；
貨運：僅辦理整車辦理、泥砂土般物及不含危險品發到。